# Blancmange
Blancmange sono un duo musicale britannico attivo nella prima metà degli anni ottanta, formato da Neil Arthur e Stephen Luscombe.

## Storia del gruppo
Formatosi nel 1979 a Harrow, inizialmente era composto dal cantante Neil Arthur (nato a Darwen il 15 agosto 1958) e dal musicista Stephen Luscombe (nato il 29 ottobre 1954 a Hillindon e precedentemente membro dei Miru Music Club), i due a quanto pare decisero di chiamarsi in questo modo casualmente: blancmange infatti in Italia è conosciuto come Biancomangiare ed è un dolce simile ad un budino (bianco, appunto), perché pare che i due si incontrarono proprio a una festa in cui questa pietanza era una delle cose maggiormente servite.
Dopo aver debuttato in una compilation (Some Bizzarre) dedicata agli allora nastri nascenti del nuovo pop elettronico nel 1980 (alla quale presero parte anche Soft Cell e Depeche Mode), il gruppo pubblicò una serie di album in perfetto stile synthpop, rivelandosi uno dei gruppi più rappresentativi e noti di quella corrente, che fu poi la protagonista della seconda British invasion nel mercato musicale statunitense per quanto in realtà loro non riuscirono mai a crearsi molta notorietà oltreoceano; tutti i loro singoli avranno successo solo in Europa.
Nel 1982 uscirono, per la London Records, i primi due singoli, God's Kitchen e Feel me; soprattutto il secondo fu un buon successo e aprì la strada al loro primo album, Happy Families, che entrò nella top 30 inglese. Subito dopo inizia una serie di hits, quali Living on the Ceiling (numero 7 nella UK chart), The day before you came (cover di una canzone degli ABBA), Blind Vision e Don't tell me, che li portò a un ottimo successo di vendite in Europa (soprattutto in Germania) e trascinerà anche le vendite del secondo album, Mange Tout (1984), numero 8 nel Regno Unito.
Dopo la hit Lose your love, nel 1986 (agli sgoccioli del movimento New romantic/Synthpop) il gruppo si sciolse, anche a causa del flop dell'album Believe You Me. I due presero strade separate, salvo reincontrarsi diversi anni dopo e ricominciare a lavorare su del nuovo materiale.

## Riformazione
Dopo un intervallo di circa un quarto di secolo, i Blancmange si riunirono e pubblicarono il loro quarto album in studio, "Blanc Burn", nel marzo 2011. Dopo aver sofferto di un aneurisma dell'aorta addominale, Luscombe fu costretto a lasciare la band. Da allora Arthur scelse di continuare a registrare ed esibirsi come Blancmange, con l'assistenza di musicisti di sessione.
I Blancmange hanno eseguito un tour nel Regno Unito nel novembre 2013, durante il quale hanno suonato il loro album di debutto in studio "Happy Families" (1982) nella sua interezza ad ogni spettacolo. Pubblicarono anche un nuovo album, "Happy Families Too...", contenente registrazioni aggiornate delle tracce originali del loro album di debutto del 1982. Inizialmente il nuovo album era disponibile per l'acquisto solo durante il tour, ma il 7 aprile 2014 è seguito un download digitale e il 7 aprile 2014 è stato rilasciato un CD fisico che includeva quattro nuovissimi remix.
Il 2 dicembre 2014, il sito web ufficiale di Blancmange ha annunciato i dettagli di un nuovo album in studio in uscita il 23 marzo 2015 su Cherry Red Records. L'album, "Semi Detached", contiene dieci tracce. Il 9 marzo 2015, il primo singolo estratto, "Paddington", è stato pubblicato come download digitale. Il secondo singolo estratto dall'album, "Useless", è stato annunciato per il rilascio l'11 maggio 2015.
Il 23 aprile 2015, Blancmange ha annunciato un nuovo album di musica strumentale intitolato "Nil by Mouth". Questa versione era inizialmente disponibile per l'acquisto solo durante i due spettacoli della band alla Red Gallery di Londra nel maggio 2015. Successivamente è diventato disponibile come CD tramite il sito web ufficiale di Blancmange il 25 settembre 2015. Il 29 maggio 2015, Blancmange ha annunciato l'uscita della cover di "I Want More" dei Can come disco da 12" in edizione limitata per il Record Store Day, diventando così il terzo singolo di "Semi Detached".
"Commuter 23", un album in studio contenente 14 tracce, è stato pubblicato l'11 marzo 2016. Il 20 marzo 2017, la band ha annunciato sul proprio sito web che un nuovo album in studio, "Unfurnish Rooms", sarebbe stato pubblicato il 22 settembre 2017. Il 23 giugno 2017, sotto il nome "Fader", un nuovo progetto musicale tra Neil Arthur e Benge, è stato pubblicato il primo album di debutto in studio, "First Light". Esso è stato preceduto da un singolo, "I Prefer Solitude", il 7 giugno 2017. Nell'agosto 2017 la Edsel Records ha pubblicato il cofanetto da 9 CD "The Blanc Tapes" che ha ampliato ciascuno dei tre album degli anni '80 su tre dischi con materiale aggiuntivo e note di copertina di Neil Arthur.
Nel febbraio 2018, con la denominazione "Near Future", un altro progetto parallelo composto da Neil Arthur e Jez Bernholz (dei Gazelle Twin), è stato annunciato un ennesimo album di debutto in studio, "Ideal Home", il 25 maggio 2018. Nell'aprile 2018, Blancmange ha annunciato un nuovo album da studio, "Wanderlust" con abbinato un tour nel Regno Unito a novembre. Nel luglio 2019, "In Shadow", il secondo album in studio del progetto "Fader" (Neil Arthur e Benge), è stato annunciato in uscita il 18 ottobre 2019.
Un album strumentale di Blancmange, "Nil by Mouth II", è stato pubblicato il 22 novembre 2019 in edizione limitata di 1000 copie. L'album è stato pubblicato su scala più ampia su CD nel giugno 2020. Un nuovo album, intitolato "Mindset", preceduto da un singolo con lo stesso titolo a febbraio, è stato pubblicato a giugno 2020.

## Discografia

### Album in studio
- - Happy Families (1982)
  - Mange Tout (1984)
  - Believe You Me (1985)
  - Blanc Burn (2011)
  - Happy Families Too... (2013)
  - Semi Detached (2015)
  - Nil by Mouth (2015)
  - Commuter 23 (2016)
  - Unfurnished Rooms (2017)
  - Wanderlust (2018)
  - Nil by Mouth II (2019)
  - Waiting Room (Volume 1) (2020)
  - Mindset (2020)
  - Expanded Mindset (2020)
  - Nil by Mouth III (2021)
  - Commercial Break (2021)
  - Nil by Mouth IV/V (2022)
  - Private View (2022)

### Compilation
- 1990 - Second Helpings
- 1992 - Heaven Knows
- 1994 - The Third Course
- 1996 - The Best of Blancmange

### Singoli
- 1980 - Irene And Mavis
- 1982 - God's Kitchen / I've Seen The Word
- 1982 - Feel Me
- 1982 - Living on the Ceiling
- 1983 - Waves
- 1983 - Blind Vision
- 1983 - That's Love That It Is
- 1984 - Don't Tell Me
- 1984 - The Day Before You Came
- 1985 - What's Your Problem?
- 1985 - Lose Your Love
- 1986 - I Can See It

## Curiosità
- Per quanto riguarda i loro videoclips, quello di Lose your love appare brevemente nel film del 1986 The Flight of Navigator (in italiano intitolato semplicemente Navigator).
- Va ricordato che, per poco tempo, fece parte della band anche il batterista Laurence Stevens, che fu però rimpiazzato ben presto da una drum machine: non bisogna pensare che i Blancmange siano però stati un gruppo pop chiuso nei cliché musicali del periodo: i due amavano molto sperimentare, come dimostra l'uso, nei loro album, di strumenti "alternativi" come il sitar, o di sonorità più "classiche".
- Dopo lo scioglimento della band, entrambi i membri si sono dati a progetti solisti: Luscombe realizzerà un album nel 1989 sotto il nome West Indian company, Arthur nel 1994 pubblicherà l'album solista Suitcase.